# ハンス・トロプシュ
ハンス・トロプシュ（ドイツ語: Hans Tropsch, 1889年10月7日 – 1935年10月8日）は、化学者。フランツ・フィッシャーとともにフィッシャー・トロプシュ法を開発した。

## 経歴
当時オーストリア＝ハンガリー帝国の一部であったズデーテン・ドイツ・ボヘミアのプラン（現在のチェコ共和国）で生まれた。1907年から1913年までプラハのドイツ・カレル・フェルディナンド大学とプラハのドイツ技術大学で勉強した。Hans Meyerとの共同研究によりPh.D.を授与された。
1916年から1917年までミュールハイムの染料工場で働き、その後、カイザー・ヴィルヘルム石炭研究所で数か月働いた。1917年から1920年まで、ニーデラウにあるラトガース会社のタール蒸留所で働いていたが、1920年に石炭研究所に戻り、1928年までそこにいた。そこでフランツ・フィッシャーとOtto Roelenとともに研究を行った。フィッシャー・トロプシュ法の画期的な発見が特許になったのはこの時期である。
1928年、プラハの新たな石炭研究所の教授に就任した。その後1931年に米国のシカゴのアーマー工科大学とUniversal Oil Productsの研究所で地位を得た。深刻な病のため、1935年にドイツに戻り、到着後すぐにエッセンの病院で死去した。